# San Franciscobukten

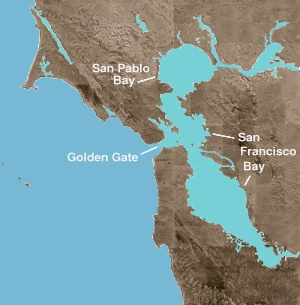
Satellitfoto över San Franciscobukten.

San Franciscobukten (engelska: San Francisco Bay) är ett estuarium i Kalifornien genom vilket vattnet från floderna Sacramento River och San Joaquin River rinner ut. Båda floderna rinner ut i Suisun Bay nordöst om San Francisco Bay, fortsätter mot havet genom Carquinez Strait och möter Napa River vid mynningen till San Pablo Bay. Vid dess södra slut ansluter San Francisco Bay. Ofta brukar dock namnet "San Francisco Bay" användas om hela systemet av havsvikar.
San Franciscobukten ligger i den amerikanska delstaten Kalifornien, omgiven av en sammanhängande storstadsregion som kallas San Francisco Bay Area (ofta förkortat "The Bay Area"). Storstadsregionen domineras av de stora städerna San Francisco, Oakland och San Jose, som ligger på västra, östra respektive södra sidan av bukten. 
Sundet mellan San Franciscobukten och Stilla Havet kallas Golden Gate. Över sundet leder den kända Golden Gate-bron.
I bukten ligger fem större öar: 
- Alameda, skapad genom en grävd kanal för sjöfarten 1901, idag huvudsakligen en bostadsförort.
- Angel Island, "Västra Ellis Island", den plats där immigranter från Ostasien förr steg i land.
- Yerba Buena Island, genombruten av en tunnel som sammanbinder de östra och västra brospannen på San Francisco–Oakland Bay Bridge.
- Treasure Island, som ansluter Yerba Buena Islands norra delar, är en anlagd ön där den internationella Golden Gate-utställningen hölls 1939. Yerba Buena Island och Treasure Island var båda militärt område från andra världskriget fram till 1990-talet.
- Alcatraz Island är en isolerad ön i mitten av bukten som är känd för sitt fängelse, stängt 1963 och idag byggnadsminne och turistattraktion.

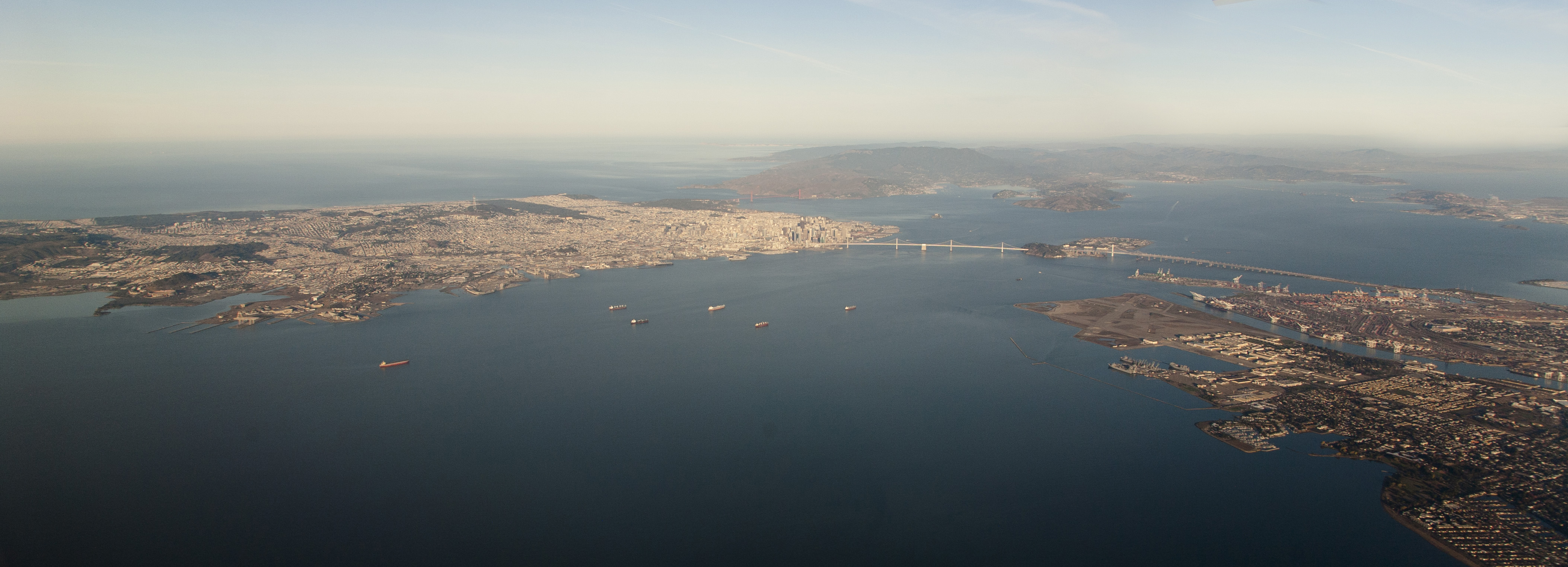
Flygfoto i riktning mot San Francisco och Bay Bridge. Golden Gate-bron ligger bortom San Francisco. I mitten Bay Bridge. Till höger Oakland och längst ned till höger Alameda.